# David Gaines
David Gaines (20 de octubre de 1961) es un compositor de música clásica contemporánea estadounidense.
Estudió en el Conservatorio Peabody de música. Su producción incluye dos sinfonías, dos conciertos para bombardino y diversas obras de cámara. 
Entre los premios de Gaines se encuentran varios de la asociación ASCAP. 
David Gaines es conocido como promotor del idioma internacional esperanto, que ha utilizado en algunas de sus obras.